# Antonín Tučapský
Antonín Tučapský (Opatovice, 27 de marzo de 1928 − 9 de septiembre de 2014) fue un compositor checo. Vivió en el Reino Unido desde 1975.

## Biografía
Nació en 1928 en Opatovice (región de Vyško, Moravia, antigua Checoslovaquia). En 1947 se licenció en el Teachers' Training College en Valašské Meziříčí. Tučapský estudió en brno antes de comenzar su carrera como compositor, profesor y director. Entre 1950 y 1951 estudió dirección coral en la Academia de Música y Artes Escénicas Janáček, Brno. En 1951 se licenció en Educación Musical y Musicología por la Universidad Masaryk, Brno. Estudió composición de forma privada con Jan Kinc, quien fue pupilo de Leoš Janáček. En 1951 consiguió trabajo como profesor en la Escuela Superior de Música en Kroměříž. En ese mismo año se hizo miembro del Coro de Voces Masculinas de Provesores de Moravia y entre 1964 y 1972 fue director del mismo.
En 1955 Antonín Tučapský se mudó a Nový Jičín, donde aceptó un puesto de profesor en el Teachers' Training College, dirigiendo además un coro mixto local. En 1959 se mudó a Ostrava para ser lector en su Facultad de Pedagogía. Desde 1961 dirigió el Coro de Niños de la Radio de Ostrava. En 1964 se hizo Director Musical del Coro de Profesores de Moravia. Con su cuerpo de voces masculinas dio conciertos en Checoslovaquia y a lo largo de Europa, y grabó regularmente para Český rozhlas (Radio Chequia) y la compañía de grabación Supraphon. En 1969 se doctoró con su tesis "Coros masculinos de Janaceck y su tradición interpretativa".
En 1975 se mudó a Inglaterra y se hizo profesor de composición en el Trinity College de música de Londres, puesto en el que se quedó hasta su jubilación en 1996. Allí tuvo más tiempo para desarrollar sus composiciones, en su mayoría corales o basados en coros, actuando por primera vez en el país.
Durante su carrera se le otorgaron diversos premios por sus composicioes y actividades culturales:
- Doctor honoris causa, Universidad Masaryk, Brno
- Honorary Fellowship of Trinity College of Music, Londres.

Desde 1975 Antonín Tučapský consagró su tiempo sobre todo a la composición (esencialmente tonal), más que a la dirección de coros. Sus obras han sido publicadas sobre todo en Inglaterra, aunque también en la República Checa, Alemania, Francia, Canadá y los Estados Unidos.

## Obra
Algunas de sus obras más conocidas son:

### Cantata
- María Magdalena
- Te Deum

### Oratorio
- Stabat Mater
- Missa Serena
- Five Lenten Motets (Pět postních motet)

### Ópera
- The Undertaker